# Fed Cup 2001
Der Fed Cup 2002 war die 40. Auflage des Tennisturniers der Nationalteams der Frauen.

## Weltgruppe

### Finale

#### Russland – Belgien
| \| 1 2 \| Datum: 11. November 2001 Austragungsort: Parque Ferial Juan Carlos I, Madrid, Spanien Belag: Sand (Halle) \| | |           |
| Russland | Belgien                                                                                                   | Ergebnis  |
| Nadeschda Petrowa | Justine Henin                                                                                             | 0:6, 3:6  |
| Jelena Dementjewa | Kim Clijsters                                                                                             | 0:6, 4:6  |
| Jelena Lichowzewa Nadeschda Petrowa                                                                                    | Els Callens Laurence Courtois                                                                             | 7:5, 7:62 |
| 1 2 | Datum: 11. November 2001 Austragungsort: Parque Ferial Juan Carlos I, Madrid, Spanien Belag: Sand (Halle) |           |